# Colin Jost
Colin Jost   (Staten Island, 29 de juny de 1982) és un comediant, actor i guionista estatunidenc. És guionista per al programa Saturday Night Live d'ençà el 2005 i copresentador del segment del programa Weekend Update des del 2014. Va ser també un dels coguionistes principals del programa de 2012 a 2015, i tornà com un dels guionistes principals al desembre de 2017.